# Дрізд реліктовий
Дрізд реліктовий (Turdus ravidus) — вимерлий вид горобцеподібних птахів родини дроздових (Turdidae), що був ендеміком острова Великий Кайман в архіпелазі Кайманових островів.

## Опис
Довжина птаха становила 24 см, довжина крила 13,5 см, довжина хвоста 11 см, довжина цівки 4 см, довжина дзьоба 2,5 см. Забарвлення було переважно тьмяно-попелясто-сірим з коричневим відтінком. На животі і надхвісті були білуваті плями. 3 крайні пари стернових пер знизу білі. Дзьоб і лапи були оранжево-червоними, навколо очей були кільця оранжево-червоної шкіри, райдужки були тьмяно-червоними або червонувато-карими.

## Поширення і екологія
Реліктові дрозди мешкали на півночі і північному сході Великого Кайману. Вони жили в тропічних лісах, на болотах і в мангрових заростях, де були поширені марцинелові дерева і кактуси Epiphyllum hookeri.

## Вимирання
Реліктові дрозди відомі за 21 зразком, зібраними в період з 1886 по 1916 рік. Востаннє вони спостерігалися у 1938 році. Імовірно, реліктові дрозди вимерли через знищення природного середовища.